# Новые Бикшики
Новые Бикшики (чув. Пикшик, тат. Яңа Бикшек) — деревня в Яльчикском районе Чувашской Республики. Входит в состав Лащ-Таябинского сельского поселения. 

## География
Находится в восточной части Чувашии на расстоянии приблизительно 16 км на юг по прямой от районного центра села Яльчики на границе с Республикой Татарстан.

## История
Основана в 1924 переселенцами из деревни Полевые Бикшики. Официально существует с 1929 года. В период коллективизации был образован колхоз «Кзыл-Элям», в 2010 году функционировало ООО «Яманчурино». В 1931 образован колхоз. Действующая мечеть (1929-36, с 1993). Здесь было учтено: в 1929 — 84 двора, 464 чел.; 1939—362 жителя, 1979—139. В 2002 году 30 дворов, в 2010 — 17 домохозяйств.

## Население
Население составляло 64 человека (татары 97 %) в 2002 году, 48 в 2010.